# Bernard Casoni
Bernard Casoni (Cannes, 1961. szeptember 4. –) francia válogatott labdarúgó, edző. Játékosként az Olympique de Marseille csapatával Bajnokok ligája győztes, a francia válogatott tagjaként részt vett az 1992-es Európa-bajnokságon.

## Edzői pályafutása

### Évian
Első komolyabb edzői eredményét akkor érte el, amikor kinevezték az akkor a harmadosztályban szereplő Évian Thonon vezetőedzőjének 2010 januárjában. A csapatnál töltött első szezonjában a Championnat Nationalból feljuttatta csapatáta másodosztályba, majd a következő évben megnyerte velük a Ligue 2 küzdelmeit, így az Évian története során először szerepelhetett a francia labdarúgás élvonalában. A 2012-2013-as szezonban kivívta együttesével a bennmaradást, a Francia Kupában pedig döntőt játszhatott, azonban a Girondins Bordeaux 3-2 arányban jobbnak bizonyult. A döntő idején már nem ő ült a klub kispadján miután 2012 januárjában lemondott a vezetőedzői posztról.

### Auxerre
2014. március 17-én kétéves edzői regnálása után menesztették az Auxerretől miután a csapat mindössze két ponttal előzte meg a már kieső csapatokat.

### Videoton
2015. július 10-én nevezték ki az akkor bajnoki címvédő Videoton FC kispadjára. Mindössze másfél hónap elteltével, augusztus 19-én menesztették, miután a bajnokság első öt mérkőzésén egy győzelem mellett két-két döntetlent valamint vereséget tudott felmutatni, valamint a csapat búcsúzott a Bajnokok Ligája selejtezőitől. Egy, a Nemzeti Sportnak adott interjúban úgy nyilatkozott, hogy átverték a magyar csapatnál, ugyanis az eladott játékosok (Nikolics Nemanja, Sándor György és Juan Calatayud) helyére nem érkezett minőségi pótlás, valamint közepes képességű játékosnak nevezte Kovács Istvánt és Gyurcsó Ádámot.

## Sikerei, díjai

### Játékosként
Olympique de Marseille:
- Francia bajnok (2): 1990-91, 1991-92
- Bajnokok Ligája győztes (1): 1992-93
- BEK-döntős (1): 1990-91
- Francia másodosztályú bajnok (1): 1994-95